# Tell the Truth (Otis Redding)
Tell the Truth è un album di Otis Redding, pubblicato dalla ATCO Records nel 1970. Il disco è una raccolta di brani registrati poco prima della morte del cantante che fino al momento della pubblicazione di quest'album
erano rimaste inedite.

## Tracce
Lato A
1. Demonstration – 2:15 (Don Covay, Otis Redding)
2. Tell the Truth – 3:04 (Lowman Pauling)
3. Out of Sight – 2:10 (James Brown)
4. Give Away None of My Love – 2:45 (Otis Redding)
5. Wholesale Love – 2:25 (Otis Redding)
6. I Got the Will – 2:47 (Otis Redding)

Lato B
1. Johnny's Heartbreak – 2:26 (Arthur Alexander, Otis Redding)
2. Snatch a Little Piece – 2:09 (Otis Redding)
3. Slippin' and Slidin' – 2:54 (Albert Collins, Edwin Bocage, James Smith, Richard Penniman)
4. The Match Game – 2:52 (David Porter, Otis Redding)
5. A Little Time – 2:22 (Otis Redding)
6. Swingin' on a String – 2:51 (Otis Redding)

## Formazione
- Otis Redding - voce
- Booker T. Jones - tastiera, pianoforte, organo
- Isaac Hayes - tastiera, pianoforte, organo
- Steve Cropper - chitarra
- Donald Dunn - basso
- Al Jackson Jr. - batteria
- Wayne Jackson - tromba
- Andrew Love - sassofono tenore
- Joe Arnold - sassofono tenore